# Culicoides owyheensis
Culicoides owyheensis är en tvåvingeart som beskrevs av Jones och Wirth 1978. Culicoides owyheensis ingår i släktet Culicoides och familjen svidknott.
Artens utbredningsområde är Idaho. Inga underarter finns listade i Catalogue of Life.